# The Agitator
The Agitator é um filme britânico de 1945, do gênero drama, dirigido por John Harlow, com roteiro de Edward Dryhurst baseado no romance Peter Pettenger, de William Riley.

## Sinopse
Jovem mecânico se revolta por acreditar que seu pai fora não recebera o pagamento justo por uma invenção.

## Elenco
- William Hartnell ... Peter Pettinger
- Mary Morris ... Lettie Shackleton
- John Laurie ... Tom Tetley
- Moore Marriott ... Ben Duckett
- J.H. Roberts ... Sr. Ambler
- George Carney ... Bill Shackleton
- Frederick Leister ... Mark Overend
- Joss Ambler ... Charles Sheridan
- Elliott Mason ... Sra. Pettinger
- Cathleen Nesbitt ... Sra. Montrose
- Joyce Heron ... Helen Montrose
- Edward Rigby ... Charlie Branfield
- Philip Godfrey ... Bert Roberts
- Moira Lister ... Joan Shackleton
- Beatrice Varley ... Sra. Shackleton
- Cyril Smith ... Dunham
- Howard Douglas ... Taylor
- Lloyd Pearson ... Derek Cunlyffe
- Edgar Driver ... Smith
- Bransby Williams ... líder do grupo